# Hexatoma (Eriocera) ornaticornis
Hexatoma (Eriocera) ornaticornis is een tweevleugelige uit de familie steltmuggen (Limoniidae). De soort komt voor in het Neotropisch gebied.